# Hermann Fränkel
Hermann Ferdinand Fränkel, född den 7 maj 1888 i Berlin, död den 8 april 1977 i Santa Cruz i Kalifornien, var en tysk-amerikansk klassisk filolog. Han var son till epigrafikern Max Fränkel och i sitt äktenskap med en syster till Eduard Fraenkel far till sinologen Hans Fränkel. 
Fränkel studerade klassisk filologi i Berlin, Bonn och Göttingen. Han höll föreläsningar vid Göttingens universitet, men hindrades från att få en professur efter maktövertagandet. På grund av den ökande diskrimineringen från nationalsocialisternas sida utvandrade Fränkel till Förenta staterna 1935. Han erbjöds en professur vid Stanford  University kort därefter. Han tjänstgjorde som professor i klassisk grekiska vid Stanford till 1953. Han var även gästprofessor vid University of California i Berkeley och vid Cornell University. Fränkel gjorde betydande insatser när det gäller interpretationen av tidig grekisk poesi och filosofi.